# Samostan Steingaden
Samostan Steingaden je nekdanji samostan premonstratencev v Steingadu na Bavarskem v Augsburški škofiji.

## Zgodovina
Od leta 1055 je območje na zgornjem Lechu igralo pomembno vlogo v rodbini Welfov. Za njihovo zaščito so bili zgrajeni gradovi na Schlossbergu pri Peitingu in Veste pri Alt-Schongau (Altenstadt). Leta 1073 je Welf IV. ustanovil sosednji samostan Rottenbuch, ki je hitro postal glavni avguštinski samostan.
Janezu Krstniku posvečen samostan Steingaden je leta 1147 ustanovil mejni grof Welf VI., sin vojvode Henrika Črnega, kot premonstratenski samostan kanonikov, hišni samostan in pokopališče Welfov. Prvi kanoniki in prvi opat so prišli iz premonstratenske opatije Rot an der Rot, leta 1176 pa je bila posvečena romanska cerkev. 1470-1491 je bil samostan preoblikovan pod opatom Caspar Suiterja v slogu pozne gotike. Leta 1525 je sledilo plenjenje in ropanje v kmečki vojni. Uničenju v tridesetletni vojni je do leta 1663 sledila rekonstrukcija pod opatom Augustinom Bonenmayrom v slogu začetka baroka. Od 1740 do 1750 je bila cerkvena ladja opremljena v rokokoju.
Druga pomembna kulturna dediščina, ki je povezana s samostanom Steingaden, je bližnja Wieskirche. Zgrajena je bila leta 1745 pod opatom Marinusom Mayerjem in hitro postala ena najpomembnejših romarskih cerkva na Bavarskem.
Nedosegljiva lokacija cerkve in izpopolnjen arhitekturni slog sta opatom prinesla v velike finančne težave. Stroški gradnje so se dvignili s prvotno ocenjenih 39.000 guldnov na končnih 180.000 guldnov; poleg tega je bilo za preoblikovanje samostanske cerkve potrebnih še 100.000 guldnov. Nazadnje opat Augustin Bauer ni videl drugega izhoda, kot da je leta 1783 volilnega kneza Karla Theodorja zaprosil za odpravo samostana, vendar je ta zavrnil. Ko je Augustin umrl leto kasneje, je Karl Teodor prepovedal izvolitev novega opata. Tako je bil Gilbert Michl 24. oktobra 1784 imenovan za upravnika samostana. V naslednjih letih je Michl bistveno zmanjšal dolžniško breme samostana, tako da je Tajni svet dve leti kasneje odobril izvolitev novega opata. 26. novembra 1786 je bil za zadnjega opata Steingadna izvoljen Gilbert Michl. 
V naslednjih letih je uspel izboljšati finančni položaj samostana. Vendar je ostalo napeto, čeprav so napoleonske vojne večkrat povzročile dodatne obremenitve v obliki posebnih davkov, selitve in izsiljevanja vojakov.
Kljub slabemu finančnemu stanju si je samostan še vedno mogel privoščiti strukturne naložbe. Tako je pod opatom Gilbertom zgrajena od 1787 do 1790, 75-metrska nova stavba za samostansko pivovarno, ki je bila za takrat opremljena moderno in je še danes ohranjena. 
V času sekularizacije so leta 1803 konvent in samostan ukinili. 1804-1813 je samostan pripadal švicarskemu proizvajalcu svilenih trakov, zaščitniku, filantropu in revolucionarju Johannu Rudolfu Meyerju (1739-1813) iz Aaraua, njegovega sina Johanna Rudolfa Meyerja (1768-1825), enega od prvih pristopnikov na Jungfrau. Slednji ga je leta 1816 prodal bavarski državi in je postal vojaška žrebčarna.  Leta 1819 so porušili samostanske zgradbe, razen krila, ki vsebuje romanski samostan. Samostansko posestvo 213 ha je leta 1965 daroval lastnik župniji Steingaden.

## Zgradba

### Samostanska cerkev
Samostanska cerkev sv. Janeza Krstnika, imenovana tudi Welfenmünster, je zdaj župnijska cerkev Steingadna.

### Križni hodnik
Med samostanskimi stavbami je le zahodno krilo (zdaj župnišče) preživelo sekularizacijo. Dvonadstropna stavba v pritličju hrani zadnje ostanke nekdanjega samostana. V pozni gotiki je bilo obokanih devet romanskih pol. Zunaj se križni hodnik odpre v sedmih tridelnih in dveh dvodelnih arkadah, ki so še vedno obrobljene z baročnim slepimi loki. Kapiteli stebrov kažejo različne okraske, kot so rozete in listje. V šesti poli iz zidu skoči kapelica z vodnjakom, ki je bila posvečena svetemu Silvestru. Na stenah so poznogotske freske, ki prikazujejo Križanje, prizore iz življenja svetega Silvestra, prt sv. Veronike in druge. Poznogotski obok prikazuje bogato mrežasto konfiguracijo križnega hodnika.
- Zahodno krilo križnega hodnika s kapelo z vodnjakom
- Arkade
- Notranjost zahodnega krila

### Pokopališče
Na pokopališču je grob Dominikusa Zimmermanna, glavnega graditelja Wieskirche

### Janezova kapela
Romanska rotunda iz običajnega peščenjaka je bila po tradiciji zgrajena okoli 1154 v imenu vojvode Welfa VI. in spominja na Sveti grob v Jeruzalemu. Pod opatom Ulrichom III. Griespeitel (1501-1523) naj bi bila preseljena na sedanjo lokacijo ob zahodnem vhodu pokopališča. Sklepnik mreže obočnih reber je označen z "1511". Zunaj je na to rekonstrukcijo poudarjeno le gotsko zaokroženo okno na vzhodni strani. Visokosrednjeveška členitev je sestavljena iz zidnih šablon s polstebri, katerih kapiteli podpirajo okrogel friz. Nad njim okoli stavbe poteka zobat trak. Vendar pa je zahodna stran skrita od leta 1589, ko so postavili vrata. Severni portal z okroglimi loki ima še vedno svoj stari timpanonov relief s pol-figuro Odrešenika med Marijo in Janezom. Levo od portala sta v zidui dva reliefa levov.
Po sekularizaciji je moral sveti prostor služiti kot lesen pod. Leta 1845 je grof von Eckbrecht  Dürckheim-Montmartin kupil kapelo in jo leta 1853 preoblikoval v družinsko grobnico, v kateri je bil pokopan grof Karlfried Dürckheim. Neoromanski kamnit oltar je kreacija Ludwiga Foltza (1853), napis na zahodni steni je iz 20. stoletja.

### Samostanski muzej
V nekdanjem lekarniškem krilu samostana, v neposredni bližini samostanske cerkve, stoji v župnišču samostanski muzej. 